# آهوچه هاروی
آهوچه هاروی (نام علمی: Cephalophus harveyi) نام یک گونه از زیرخانواده غزالک است.